# Boca del Río (Perú)
Boca del Río es una localidad y balneario peruano ubicada en la región Tacna, provincia de Tacna, distrito de Sama. Se encuentra cerca al río Sama y a una altitud de 5 m s. n. m. Está a 52 kilómetros al suroeste de Tacna. Tenía una población de 668 habitantes en 1993. Destaca sus playas de agua poco profundas.
Durante las excavaciones para la instalación de los servicios de saneamiento se hallaron 37 tumbas pre incas que datan de los  800 d. C. y 1445 d. C.. Pertenecerían al período conocido como Desarrollo Regional Tardío. Se hallaron tumbas de niños así como ceramios y objetos simbólicos con representaciones de objetos de pescas.

## Clima
Tiene un clima desértico.
| Parámetros climáticos promedio de Boca del Río | Parámetros climáticos promedio de Boca del Río | Parámetros climáticos promedio de Boca del Río | Parámetros climáticos promedio de Boca del Río | Parámetros climáticos promedio de Boca del Río | Parámetros climáticos promedio de Boca del Río | Parámetros climáticos promedio de Boca del Río | Parámetros climáticos promedio de Boca del Río | Parámetros climáticos promedio de Boca del Río | Parámetros climáticos promedio de Boca del Río | Parámetros climáticos promedio de Boca del Río | Parámetros climáticos promedio de Boca del Río | Parámetros climáticos promedio de Boca del Río | Parámetros climáticos promedio de Boca del Río |
| Mes                                            | Ene.                                           | Feb.                                           | Mar.                                           | Abr.                                           | May.                                           | Jun.                                           | Jul.                                           | Ago.                                           | Sep.                                           | Oct.                                           | Nov.                                           | Dic.                                           | Anual                                          |
| ---------------------------------------------- | ---------------------------------------------- | ---------------------------------------------- | ---------------------------------------------- | ---------------------------------------------- | ---------------------------------------------- | ---------------------------------------------- | ---------------------------------------------- | ---------------------------------------------- | ---------------------------------------------- | ---------------------------------------------- | ---------------------------------------------- | ---------------------------------------------- | ---------------------------------------------- |
| Temp. máx. media (°C)                          | 26                                             | 27                                             | 26                                             | 24.5                                           | 22                                             | 20                                             | 19                                             | 19                                             | 19.5                                           | 21                                             | 23                                             | 24.5                                           | 22.6                                           |
| Temp. media (°C)                               | 22.1                                           | 22.6                                           | 21.4                                           | 19.7                                           | 17.9                                           | 16.7                                           | 15.6                                           | 15.7                                           | 16.5                                           | 17.5                                           | 19.1                                           | 20.7                                           | 18.8                                           |
| Temp. mín. media (°C)                          | 19.5                                           | 19.5                                           | 19                                             | 17                                             | 16                                             | 15                                             | 14.5                                           | 14.5                                           | 15                                             | 16                                             | 17                                             | 18.5                                           | 16.8                                           |
| Fuente n.º 1: Accuweather                      |                                                |                                                |                                                |                                                |                                                |                                                |                                                |                                                |                                                |                                                |                                                |                                                |                                                |
| Fuente n.º 2: climate-data.org                 |                                                |                                                |                                                |                                                |                                                |                                                |                                                |                                                |                                                |                                                |                                                |                                                |                                                |